# Барабановский сельский округ
Барабановский сельский округ — упразднённая административно-территориальная единица, существовавшая на территории Каширского района Московской области в 1994—2006 годах.
Барабановский сельсовет был образован в первые годы советской власти. По данным 1923 года он входил в состав Кончинской волости Каширского уезда Московской губернии.
В 1924 году к Барабановскому с/с был присоединён Семенковский с/с.
В 1926 году Барабановский с/с включал сёла Барабаново-I Барабаново-II, Барабаново-III, деревни Гладкое и Суханово, хутор Пчеловодная и будку 20 километра железной дороги.
В 1929 году Барабановский с/с был отнесён к Каширскому району Серпуховского округа Московской области. При этом к нему был присоединён Романовский с/с.
17 июля 1939 года к Барабановскому с/с был присоединён Рудневский с/с (селения Наумовское, Романовка и Руднево).
14 июня 1954 года Барабановский с/с был упразднён, а его территория объединена со Стародубским с/с в Рудневский с/с.
20 августа 1960 года Барабановский с/с был восстановлен. В его состав вошли селения Барабаново, Гладкое, Злобино, Наумовское, Новосёлки, Романовское, Руднево, Семенково-1 и Суханово Базаровского с/с, а также Большое Завалье, Завалье-2, Кипелово, Корытня, Никулино, Понизье, Пчеловодное и станция Пчеловодная Домнинского с/с.
1 февраля 1963 года Каширский район был упразднён и Барабановский с/с вошёл в Ступинский сельский район. 11 января 1965 года Барабановский с/с был возвращён в восстановленный Каширский район.
3 февраля 1994 года Барабановский с/с был преобразован в Барабановский сельский округ.
В ходе муниципальной реформы 2004—2005 годов Барабановский сельский округ прекратил своё существование как муниципальная единица. При этом часть его населённых пунктов была передана в сельское поселение Базаровское, а часть — в сельское поселение Домнинское.
29 ноября 2006 года Барабановский сельский округ исключён из учётных данных административно-территориальных и территориальных единиц Московской области.